# 키리바시 국가 올림픽 위원회
키리바시 국가 올림픽 위원회(영어: Kiribati National Olympic Committee)는 키리바시를 대표하는 국가 올림픽 위원회이다. IOC 코드는 KIR이다. 본부는 사우스타라와에 있으며 오세아니아 국가 올림픽 위원회에 소속되어 있다.
2002년에 설립되었으며 2003년에 국제 올림픽 위원회의 승인을 받았다. 올림픽, 퍼시픽 게임, 코먼웰스 게임을 비롯한 국제 스포츠 대회에 참가하는 키리바시의 선수들을 대표한다.

## 같이 보기
- 올림픽 키리바시 선수단